# 820
820 (DCCCXX) var ett skottår som började en söndag i den julianska kalendern.

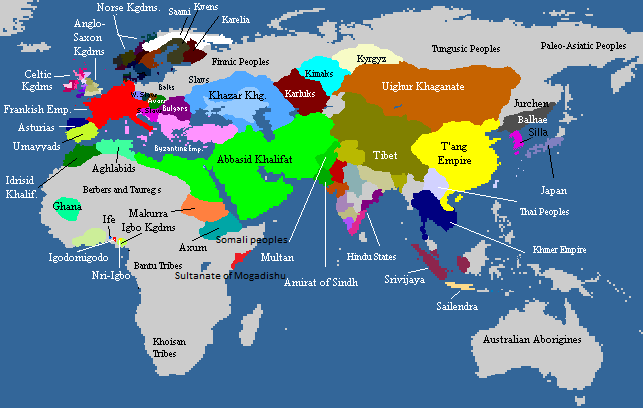
Gamla världen år 820.

## Händelser

### Okänt datum
- Mikael II efterträder Leo V som bysantinsk kejsare.

## Födda
- Nicolaus I, påve 858–867 (född omkring detta år)

## Avlidna
- 25 december – Leo V, bysantinsk kejsare sedan 813 (mördad).
- Song Ruoxin, kinesisk hovdam och poet.